# Pseudocibicides
Pseudocibicides es un género de foraminífero bentónico de la subfamilia Cibicidinae, de la familia Cibicididae, de la superfamilia Planorbulinoidea, del suborden Rotaliina y del orden Rotaliida. Su especie tipo es Pseudocibicides occidentalis. Su rango cronoestratigráfico abarca el Luteciense (Eoceno medio).

## Clasificación
Pseudocibicides incluye a la siguiente especie:
- Pseudocibicides occidentalis